# Aversio
Aversio – część mowy stanowiąca bezpośrednią apostrofę do audytorium (np. sędziów, przeciwnika, protektorów itp.), będąca chwilowym odejściem od głównego tematu. Może przybierać kilka form klasyfikowanych w retoryce jako osobne figury retoryczne, których wspólnym celem jest zaangażowanie słuchaczy w treść mowy i przykucie ich uwagi:
- admonitio - upomnienia o charakterze moralizatorskim
- comminatio - groźby lub przestrogi
- obiurgatio - nagany
- exsecratio - przekleństwa
- deprecatio - prośby o pomoc
- recrimintio - oskarżenia przeciwników
- communicatio - odwołanie się do opinii audytorium
- adhortatio - zachęty
- pollicitatio - obietnice
- optatio - wyrażenie pragnień
- praemunitio - samousprawiedliwienia
- dubitatio (in. aporia) - wyrażenie wątpliwości